# Фінал кубка Італії з футболу 1972
Фінал Кубка Італії з футболу 1972 — фінальний матч розіграшу Кубка Італії сезону 1971—1972, в якому зустрічались «Мілан» і «Наполі». Матч відбувся 5 липня 1972 року на «Стадіо Олімпіко» в Римі.

## Шлях до фіналу
| Мілан          | Мілан         | Раунд                 | Наполі     | Наполі        |
| -------------- | ------------- | --------------------- | ---------- | ------------- |
| Суперник       | Результат     | Кубок Італії          | Суперник   | Результат     |
| Монца          | 1–0 вдома     | Перший груповий раунд | Сорренто   | 1–0 вдома     |
| Новара         | 2–0 вдома     | Перший груповий раунд | Катандзаро | 1–0 на виїзді |
| Мантова        | 2–0 вдома     | Перший груповий раунд | Верона     | 2–1 на виїзді |
| Катанія        | 1–1 на виїзді | Перший груповий раунд | Палермо    | 1–0 вдома     |
| Торіно         | 0–0 на виїзді | Другий груповий раунд | Болонья    | 2–2 на виїзді |
| Інтернаціонале | 1–0 вдома     | Другий груповий раунд | Лаціо      | 5–1 вдома     |
| Ювентус        | 1–0 на виїзді | Другий груповий раунд | Фіорентіна | 1–1 на виїзді |
| Торіно         | 1–1 вдома     | Другий груповий раунд | Болонья    | 2–1 вдома     |
| Інтернаціонале | 1–0 на виїзді | Другий груповий раунд | Лаціо      | 0–3 на виїзді |
| Ювентус        | 3–2 вдома     | Другий груповий раунд | Фіорентіна | 1–1 вдома     |

## Фінал
| 5 липня 1972 |

| «Мілан»                       | 2:0 | «Наполі» |
| ----------------------------- | --- | -------- |
| Панцанато 49' (аг) Розато 78' |     |          |

| «Стадіо Олімпіко», Рим Арбітр: Паоло Тозеллі |

|                  |  |                       |  |         |
|                  |  |                       |  |         |
| В                |  | Фабіо Кудічіні        |  |         |
| З                |  | Джузеппе Сабадіні     |  |         |
| З                |  | Джуліо Дзіньйолі      |  |         |
| З                |  | Анджело Анкіллетті    |  |         |
| З                |  | Карл-Гайнц Шнеллінгер |  |         |
| З                |  | Роберто Розато        |  |         |
| ПЗ               |  | Ліно Джолін           |  | 46'     |
| ПЗ               |  | Альберто Біджон       |  |         |
| ПЗ               |  | Джорджо Б'язіоло      |  |         |
| ПЗ               |  | Джанні Рівера         |  |         |
| Н                |  | П'єріно Праті         |  |         |
| Запасні:         |  |                       |  |         |
| З                |  | Альдо Мальдера        |  | 75'     |
| ПЗ               |  | Гвідо Магеріні        |  | 46' 75' |
| Головний тренер: |  |                       |  |         |
| Нерео Рокко      |  |                       |  |         |

|                    |  |                     |  |     |
|                    |  |                     |  |     |
| В                  |  | Діно Дзофф          |  |     |
| З                  |  | Луїджі Польяна      |  |     |
| З                  |  | Джакомо Віанелло    |  |     |
| З                  |  | Маріо Дзурліні      |  |     |
| З                  |  | Діно Панцанато      |  |     |
| З                  |  | Маріо Перего        |  |     |
| З                  |  | Мауро Пінчеллі      |  | 56' |
| ПЗ                 |  | Антоніо Юліано      |  |     |
| ПЗ                 |  | Джованні Імпрота    |  |     |
| ПЗ                 |  | Емільяно Маккі      |  |     |
| Н                  |  | Анджело Сормані     |  |     |
| Запасні:           |  |                     |  |     |
| ПЗ                 |  | Сальваторе Еспозіто |  | 56' |
| Головний тренер:   |  |                     |  |     |
| Джузеппе К'яппелла |  |                     |  |     |